# Wodzisław Śląski
Wodzisław Śląski (tyska: Loslau) är en stad i södra Polen, belägen i Schlesiens vojvodskap, en mil från tjeckiska gränsen. Staden, som grundades år 1257, har 50 053 invånare (2009).
Preussen erövrade staden från Österrike 1740, under Schlesiska krigen. Den ingick i provinsen Schlesien fram till 1918, då den införlivades med Polen.